# تيموثي مانينغ
تيموثي مانينغ (بالإنجليزية: Timothy Manning)‏ هو كاهن كاثوليكي أمريكي، ولد في 15 نوفمبر 1909 في جزيرة أيرلندا في المملكة المتحدة، وتوفي في 23 يونيو 1989 في لوس أنجلوس في الولايات المتحدة.

## وصلات خارجية
- تيموثي مانينغ على موقع إن إن دي بي (الإنجليزية)